# Stromatopelma
Stromatopelma is een geslacht van spinnen uit de familie vogelspinnen (Theraphosidae).

## Soorten
De volgende soorten zijn bij het geslacht ingedeeld:
- Stromatopelma batesi (Pocock, 1902)
- Stromatopelma calceatum (Fabricius, 1793)
  - Stromatopelma calceatum griseipes (Pocock, 1897)
- Stromatopelma fumigatum (Pocock, 1899)
- Stromatopelma pachypoda (Strand, 1908)
- Stromatopelma satanas (Berland, 1917)